# Società botanica fiorentina
La Società botanica fiorentina è stata la prima associazione europea per la promozione della cultura scientifica e per la valorizzazione delle scoperte in campo botanico fondata da Pier Antonio Micheli nel 1716.

## Storia

Motu proprio del 1739 con cui si approva lo Statuto della Società Botanica Fiorentina conservato presso la Sede di Botanica della Biblioteca di Scienze dell'Università degli Studi di Firenze.

Pianta dell'Orto botanico di Firenze (1748) conservata presso la Sede di Botanica della Biblioteca di Scienze dell'Università di Firenze

Negli anni antecedenti la fondazione della società, Micheli era solito ritrovarsi per ricerche e discussioni legate alla botanica in un orto in Via de’ Boffi a Firenze, nei pressi di Porta Romana assieme a Niccolò Gualtieri, Gaetano Moniglia e Sebastiano Franchi. Dopo la costituzione della società (30 settembre 1716), il Granduca Cosimo III de' Medici le affidò, con un decreto del 31 ottobre 1718, la custodia del Giardino dei Semplici. Le attività della società si concentrarono quindi in questo luogo e il 23 agosto 1720 fu approvata una mozione in cui venne deciso che la cura e la conservazione del giardino divenisse priorità della società stessa.
Nel corso di quegli anni molti studiosi aderirono alla società e tra questi si possono menzionare Pandolfo Pandolfini, Ferrante Capponi, Carlo Strozzi, Giuseppe Suarez, Tommaso Strozzi.
Nel 1738, su proposta della società, Giovanni Targioni Tozzetti acquistò la biblioteca, l'erbario e i manoscritti di Pier Antonio Micheli, venuto a mancare l’anno precedente. Contemporaneamente il Targioni divenne il custode del giardino ed elaborò un progetto per incrementarne la collezione di piante rare e per riordinarne le aiuole. Negli anni seguenti, egli compì molti viaggi per raccogliere nuove specie da collocare nel giardino tanto che nel 1753 fu possibile creare una sezione dedicata alle piante grasse e nel 1777 una dedicata alle piante secche.
A partire dal 1758 la società entrò in crisi a causa di problemi di gestione dell'orto botanico e dell’occupazione dei suoi locali che vennero adibiti a teatro. Nel 1783 la società venne infine sciolta e confluì, con provvedimento emanato dal Granduca Leopoldo II di Toscana, nell'Accademia dei Georgofili, mentre il Giardino dei Semplici fu trasformato in Orto sperimentale agrario.

## Fondo archivistico
Presso la sezione di Botanica della Biblioteca di Scienze dell’Università di Firenze è conservato un piccolo fondo archivistico costituito da verbali di adunanze, lettere, memorie, atti di concessione della società. I documenti sono raccolti in 2 filze e numerati a penna rossa. In una (Manoscritto 98) vi sono raccolte 474 carte prodotte tra il 1718 e il 1774, nell'altra (Manoscritto 97) 811 carte prodotte tra il 1724 e il 1774.